# 彭肇勤
彭肇勤（1968年5月8日—），荷兰华裔女子国际象棋棋手，广东广州人。2004年获国际象棋特级大师称号。
彭肇勤曾于1987年、1990年、1993年三度获得全国国际象棋锦标赛女子冠军。1996年移居荷兰。此后，她十三次获得荷兰国际象棋女子全国冠军（1997年，2000年－2011年）。2004年，她还曾获欧洲国际象棋女子亚军，并凭借此成绩获得了特级大师称号。